# Moskva Tovarnaja (station MTsD)
Moskva Tovarnaja, voluit Moskva-Tovarnaja-Koerskaja, is een spoorwegstation aan de Koersklijn van de MTsD in Moskou. Het valt onder de managementsafdeling Moskou-Koersk (DTsS-1) van het Directoraat Verkeersbeheer van Moskou. Het station is, zoals al blijkt uit de naam, vooral een goederenstation dat gezien de omvang van het vervoer is ingedeeld in klasse 2. Het reizigersperron op het emplacement wordt bediend door lijn D2 en kortweg Moskva Tovarnaja genoemd. De reistijd van/naar station Moskva Koerskaja bedraagt 4 minuten. 

## Ligging en inrichting
De hoofdtaak van het station is de goederenoverslag, zowel van containers als losse goederen. Het station grenst aan de in 2011 gesloten Vojtovitsj-fabriek en de machinefabriek «Красный путь» die echter geen spooraansluiting heeft. De sporen van het station worden ook gebruikt door langafstandstreinen van/naar Koerskaja. De goederentreinen worden  vanaf  het rangeerterrein van Ljoeblino naar het station gereden, dit gebeurt vooral 's nachts in verband met de grote hoeveelheid voorstadstreinen overdag. Sinds 2013 rijden de goederentreinen ook niet meer door naar Koerskaja. Voor de aanleg van een derde spoor langs de Gorkispoorweg in 2008 was er een verbindingsspoor naar station Perovo-3 en een fabrieksaansluiting naar de Hamer en sikkelfabriek (Serp i Molot).
Het reizigersverkeer wordt afgehandeld op een hoog eilandperron. Dit is ongebruikelijk lang, 1,5 keer de normale perronlengte, voor voorstadstreinen. Dit komt door de beperkte ruimte tussen de sporen en de noodzaak om een kaartverkoop te hebben. De treinen naar het centrum stoppen ten zuiden van het loket, die naar het zuiden stoppen naast het loket. Het perron zonder OV-poortjes is bereikbaar vanaf een voetgangersbrug, tussen de Mezjdoenarodnajastraat en de Sjosse Entoeziastov, over het emplacement aan de noordkant van het perron. 

## Reizigersdienst
Het station wordt bediend door lijn D2 van het stadsgewestelijk net, die aan de zuidkant van de stad over de Koerskspoorweg rijdt en aan de westkant van de stad over de Rigaspoorweg, waarmee  de lijn een rechtstreekse verbinding tussen de spoorlijnen biedt. De sporen van de Gorkispoorweg liggen aan de westkant van het emplacement en worden bereden door de D4, maar zijn niet verbonden met die van de Koerskspoorweg. Lijn D4 stopt dan ook bij Serp i Molot en niet bij Tovarnaja. Om de overstap naar de metro te verbeteren is het de bedoeling bij Serp i Molt een extra perron te bouwen voor lijn D2 ter vervanging van het perron bij  Moskva Tovarnaja. 